# 손시로
손시로(孫時老)는 항왜 귀환자이다.

## 개요
손시로(孫時老)는 항왜 귀환자로, 일본 이름은 마고 토키로(孫時老)이다. 전형적인 일본식 이름으로 본래 한국인은 아니다. 단지 한국에 존재하는 특정 성씨와 같을 뿐이다. 정유재란 후기 노부 토키로(延時老 : 연시로) 사람도 있는데, 전형적인 일본 이름의 한문 표기이다.
손시로(孫時老)와 마찬가지로 항왜라 의심되는 손문욱이라는 인물도 있었다. 이들은 보관도 없고 족보도 없는데, 이 무렵에 항왜들은 조선 조정에서 새로운 성을 부여 받고 북방 경비에 보내진 경우가 많았다. 정유재란과 병자호란 무렵에 북부 지역에 김씨 인구가 증가 현상이 있었다. 남한에는 경상도 지역에 새로운 본관이 생겨났다.

## 같이 보기
- 평구로
- 오카모토 에치고
- 하라다 노부타네
- 김충선
- 손문욱, 이문욱
- 박계생